# Дангрэк
Дангрэ́к (тайск. ทิวเขาพนมดงรัก, кхмер. ជួរភ្នំដងរែក, Chuor Phnom Dângrêk) — хребет, горы на границе между Таиландом и Камбоджей.
Горы Дангрэк протянулись более чем на 300 километров с юго-запада на северо-восток, между горами Самканбенг в таиландском национальном парке Каояй и до места, где встречаются границы Таиланда, Камбоджи и Лаоса. Для этих гор характерны пологие спуски на их северных склонах, и обрывистые, крутые на южных. Таким образом, подъём в горы со стороны Таиланда весьма лёгок, в то же время со стороны Камбоджи он едва возможен.
Дангрэк представляет собой в основном цепь плоских холмов, сложенных из массивного песчаника и глинистого сланца. Наибольшая высота зафиксирована на востоке этой горной формации — одноимённая гора Донгрэк имеет высоту 761 м. Некоторые другие горы также превышают высоты в 600 метров — например, Айнок (696 м),  Прэахвихеа (625 м).
На камбоджийской стороне гор находится знаменитый кхмерский храм XI века Прэахвихеа.